# 泛非造山运动
泛非造山运动是一系列新元古代大型造山事件，与约600 Ma冈瓦纳大陆和潘诺西亚大陆的形成密切相关。。这次造山运动也被称为泛冈瓦纳或萨尔达尼亚造山运动。泛非造山运动和格伦维尔造山运动是地球上已知最大规模的两次造山运动。:51–72泛非造山运动和格伦维尔造山运动使得新元古代诞生了地质史上最多的陆壳。

## 时空范围
“泛非”（Pan-African）一词首先由Kennedy 1964创造，是指代约500 Ma的构造热事件而用的，当时非洲一系列活动带在更老的非洲克拉通之间形成。类似的造山事件名称也被陆续提出，如南美洲的巴西造山带、澳洲的阿德莱德造山带和南极洲的比尔德莫尔造山带。
稍后，当板块构造论被广为接受后，“泛非”便用于指整个冈瓦纳大陆上发生的事件。因为冈瓦纳大陆的形成包含数个大陆、时间上从新元古代持续至早古生代，“泛非”也不再能指单独一个造山事件，而是一个包含数个大洋开合、数个大陆板块互相碰撞的造山旋回。另外，泛非事件与欧洲卡多米造山运动和亚洲贝加尔造山运动同属一个时代，来自这些地区的地壳很可能也同属潘诺西亚大陆。
将泛非造山运动和南美洲巴西造山运动相互联系的尝试从很多方面看都有问题。

## 泛非带群
组成泛非系统的地带有：

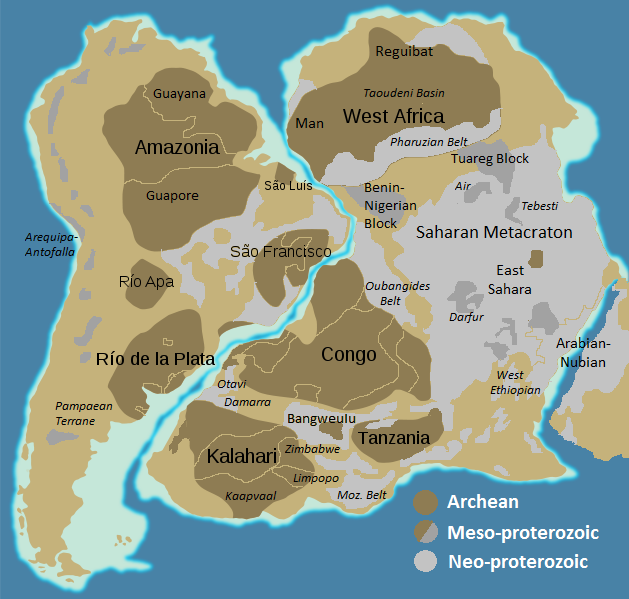
西冈瓦纳及主要克拉通（棕色）、泛非造山带（灰色）

- 阿拉伯-努比亚地盾：自埃塞俄比亚延伸到黎凡特地区南部，与红海的产生有关。[7]:2–4
- 莫桑比克带自东南极洲经东非抵达阿拉伯-努比亚地盾，在泛非造山运动期间形成了板块间的缝合带。[8]莫桑比克洋位于马达加斯加-印度克拉通与刚果-坦桑尼亚克拉通之间，在700-580 Ma开始闭合，600-500 Ma期间完全闭合。[9]:417–418
- 赞比西带在津巴布韦北部从莫桑比克带上分支下来，延伸进赞比亚。[10]:7
- 达马拉带位于纳米比亚，介于刚果克拉通和卡拉哈里克拉通之间，向南到夏利普带和萨尔达尼亚带的滨海区域，向北伸入考科带。它是阿达马斯托尔洋和达马拉洋闭合的结果，地层中包含猛烈的赤道向冰川作用，解释了雪球地球假说。[7]:7–8
- 路费利亚弧最可能是纳米比亚达马拉带的延伸，它们在博茨瓦纳北部相遇。路费利亚弧向北延伸到刚果（金）南部和赞比亚。[10]
- 夏利普带和萨尔达尼亚带分别分布在卡拉哈里克拉通的西缘和南缘。约540 Ma阿达马斯托尔洋闭合后，海底的沉积物、海山和蛇绿岩套被带到卡拉哈里克拉通边缘，其中就包括查尔斯·达尔文1836年拜访过的开普敦海点花岗岩。[7]:8–9
- 考科带：从达马拉带上分离，向西北伸入安哥拉。同样由阿达马斯托尔洋的闭合产生。此带包含安哥拉南部一个733-550 Ma的剪切带，称为普洛斯线性构造，它包含2030-1450 Ma老的严重变形的基底岩层，很可能来自刚果克拉通，混有来源未知的晚太古代花岗岩类片麻岩。考科带没有已知的岛弧或蛇绿岩套。[11]:9
- 西刚果带是刚果克拉通西缘一带张裂的结果，发生于999-912 Ma。随后在其上产生了前陆盆地，沉积物年代介于900-570 Ma。在西边，西刚果带将古元古代和中元古代的基底岩石通过移置岩体覆盖了前陆地层。它含有与路费利亚弧相似的冰川沉积物，与巴西阿拉瓜带也有关。[11]
- 3000km长的跨撒哈拉带经过超过2000 Ma老的西非克拉通的北部和东部，分开图阿雷格地盾和尼日利亚地盾。它包含了强烈变形的前新元古代基底和新元古代海洋岩石，其中包括900-520 Ma的蛇绿岩套、增生楔和与岛弧相关的高压变质岩。[12]:9–10
- 中非带：位于刚果和尼日利亚地盾间，包含新元古代岩石和变形了的花岗岩类夹层，混有古元古代基底楔。南部是冲上刚果克拉通的陆-陆碰撞的产物。中部和北部是挤压剪切区，与巴西的相似结构有关。中非带接着向东伸展到欧班圭德带，并形成中非剪切带。[7]:10
- 撒哈拉元克拉通位于阿哈加尔高原和尼罗河之间，包含被泛非花岗岩类叠印的太古宙-古元古代基底。[12]
- 罗科利德带经过西非克拉通南部的太古宙曼地盾。它在泛非造山运动中变形得极为剧烈，约在560 Ma左右到达顶点。[7]:10–11

## 资料
- Cutten, Huntly N.C. . The Geological Society of America. October 29, 2002  [2011-12-28]. （原始内容存档于2016-06-04）.
- (PDF).   [2006-04-09]. （原始内容 (PDF)存档于2006-06-18）. (not available without registration (free))
- Grantham, G.H.; Maboko, M.; Eglington, B.M. . . Geological Society. 2003  [2021-10-06]. ISBN 1-86239-125-4. （原始内容存档于2021-10-13）.
- van Hinsbergen, D. J. J. . Geological Society of London. 2011  [6 July 2015]. ISBN 9781862393356.
- Kennedy, W. Q. . Annual Reports of the Institute of African Geology 8. Leeds University. 1964: 48–49.
- Kröner, A.; Stern, R. J. . Selley, R. C.; Cocks, R.; Plimer, I.  (编).  1. Amsterdam: Elsevier. 2004: 1–12  [31 December 2015]. ISBN 9780126363807.
- Meert, J.G. . Tectonophysics. 2003, 362 (1–4): 1–40. doi:10.1016/S0040-1951(02)00629-7.